# Portogallo ai Giochi della XVII Olimpiade
Il Portogallo partecipò ai Giochi della XVII Olimpiade che si sono svolti a Roma dal 25 agosto all'11 settembre 1960, con una delegazione di 65 atleti impegnati in undici discipline.

## Medaglie
| Medaglia | Atleta                                      | Sport | Evento |
| -------- | ------------------------------------------- | ----- | ------ |
| Argento  | Mário Gentil Quina José Manuel Gentil Quina | Vela  | Star   |